# Паикидзе, Нази Нодаровна
Нази Нодаровна Паикидзе (груз. ნაზი პაიკიძე; 27 октября 1993, Иркутск, Россия) — американская шахматистка, международный мастер (2012).
Родители Нази Паикидзе работали учителями в Иркутске. Когда Нази было четыре года, семья переехала в Тбилиси, а в 2006 году — в Москву. В шахматы играет с 5 лет. С 2009 года занимается у гроссмейстера Владимира Белова. В 2011 году была приглашена в сборную Грузии, в составе которой стала призёром командного чемпионата Европы.
Чемпионка США среди женщин 2016 года (Сент-Луис).
Брат — футболист.

## Изменения рейтинга
| Графики недоступны из-за технических проблем. См. информацию на Фабрикаторе и на mediawiki.org. |